# Furniture
Furniture четвертий і останній нині[коли?] EP американської пост-хардкор-групи Fugazi, який вийшов 8 жовтня 2001 року.

## Треклист
1. Furniture – 3:35
2. Number 5 – 3:09
3. Hello Morning – 2:06